# Miconia transversa
Miconia transversa är en tvåhjärtbladig växtart som beskrevs av Henry Allan Gleason. Miconia transversa ingår i släktet Miconia och familjen Melastomataceae. Inga underarter finns listade i Catalogue of Life.